# Leidse Rijn
Il Leidse Rijn (tradotto in italiano: Reno di Leida) è un canale artificiale del delta del Reno, della Mosa e della Schelda che si trova nelle provincie di Utrecht e dell'Olanda Meridionale nei Paesi Bassi.
Anche se non attraversa la città di Leida, il nome è dovuto al fatto che la stessa è attraversata dalla sua continuazione, l'Oude Rijn.

## Geografia
Il Leidse Rijn ha una lunghezza di 13 km. Sul suo percorso si trovano oltre alla città di Utrecht anche De Meern e Harmelen. Nella città di Utrecht, il Leidse Rijn si incontra con il Canale della Merwede e il Canale Amsterdam-Reno.
È il prosieguo del Kromme Rijn, collegato ad esso attraverso il sistema di canali di Utrecht. Il Leidse Rijn termina a Harmelen connettendosi all'Oude Rijn. Questo, a sua volta, si getta nel Mare del Nord pressi Katwijk aan Zee.

## Storia

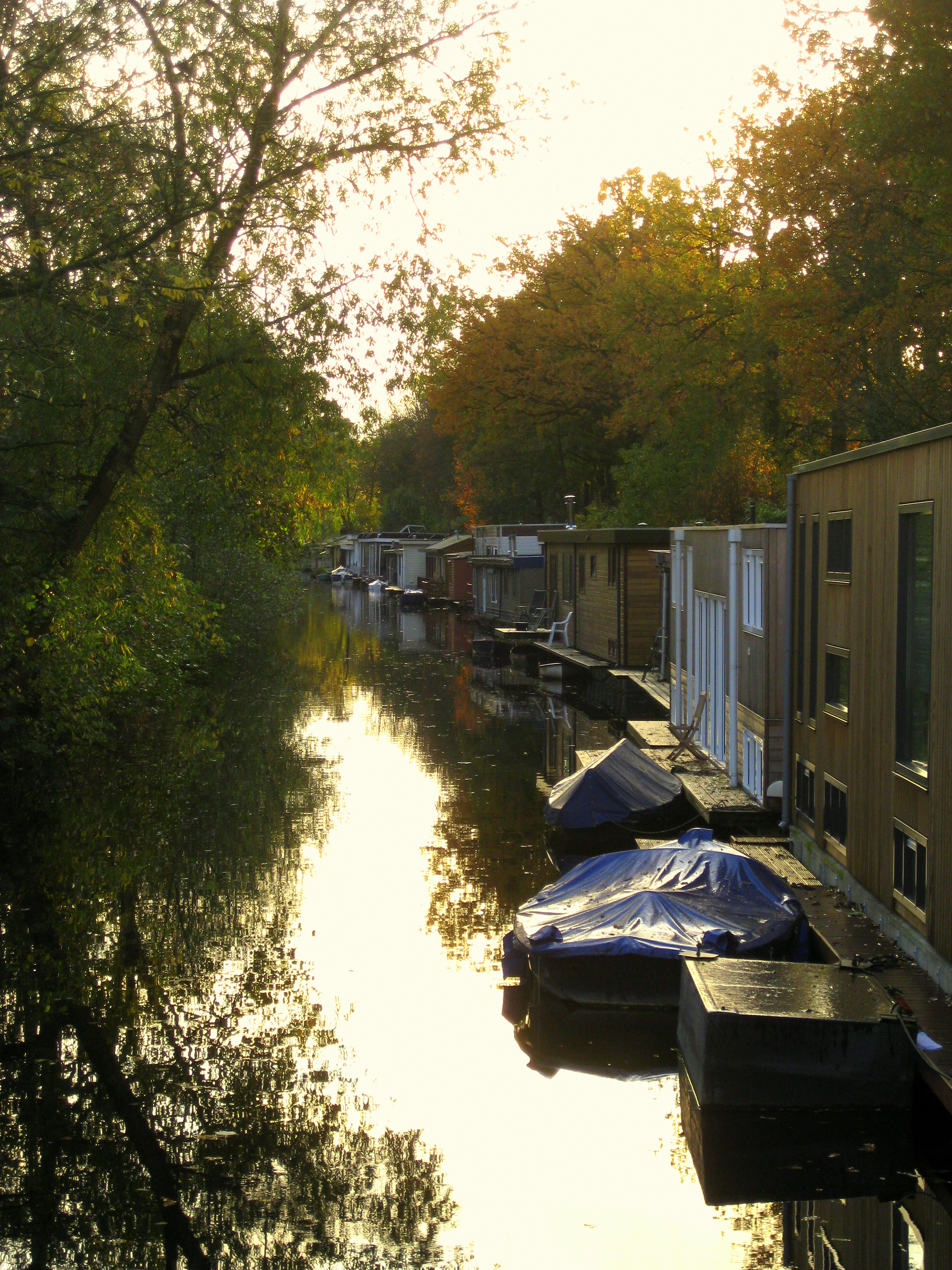
Il Leidse Rijn presso Oog in Al

Si ha notizia dell'esistenza di un canale tra Utrecht e Vleuten intorno all'anno 700. 
A partire dal medioevo, la navigazione del Reno tra Utrecht e Harmelen si fece più difficile per la sedimentazione di limo nei suoi meandri. Questo fenomeno si accentuò con la costruzione avvenuta nel 1122 di una diga sul Kromme Rijn.
Quando la navigazione nel tratto Vleuten-Harmelen divenne troppo difficoltosa, nel 1381 venne escavato il canale Oude Rijn. 
Con i piani di espansione voluti dal borgomastro di Utrecht Hendrick Moreelse, tra il 1662 e il 1665 fu escavata una scorciatoia a partire dal punto in cui il canale dell'Oude Rijn fa una curva verso nord est che prese il nome di Leidse Rijn. Nel punto in cui il nuovo canale fu connesso all'Oude Rijne il nobile Everard Meyster fece costruire un'area residenziale chiamata Oog in Al.
Successivamente il nome Leidse Rijn venne utilizzato per l'intero tratto Utrecht-Harmelen.